# إدوين إف. ليونارد
إدوين إف. ليونارد هو سياسي أمريكي، ولد في 15 يوليو 1862 في Belmont, New Hampshire ‏ في الولايات المتحدة، وتوفي في 1931. نشط حزبياً في الحزب الجمهوري. وقد انتخب عضو مجلس نواب ماساتشوستس ‏.